# Universo de De Sitter
O Universo de De Sitter é uma solução maximamente simétrica das equações de campo da Teoria da Relatividade Geral de Albert Einstein, elaborada por Willem de Sitter.
A geometria do universo de De Sitter está associada a um (hiper-)hiperboloide imerso em {\displaystyle R^{5}}, qual seja
{\displaystyle u^{2}+v^{2}+x^{2}+y^{2}-z^{2}=r_{c}^{2}},
onde {\displaystyle r_{c}} é o raio do horizonte cosmológico.